# Arno Wallaard Memorial 2013
L'Arno Wallaard Memorial 2013, trentesima edizione della corsa, si svolse il 20 aprile 2013 su un percorso di 184 km, con partenza e arrivo a Meerkerk. Fu vinto dall'olandese Coen Vermeltfoort della Cyclingteam De Rijke-Shanks davanti al suo connazionale Mike Teunissen e al belga Sean De Bie.

## Ordine d'arrivo (Top 10)
| Pos. | Corridore          | Squadra                           | Tempo    |
| ---- | ------------------ | --------------------------------- | -------- |
| 1    | Coen Vermeltfoort  | Cyclingteam De Rijke-Shanks       | 4h00'27" |
| 2    | Mike Teunissen     | Rabobank Development Team         | s.t.     |
| 3    | Sean De Bie        | Leopard-Trek Continental Team     | s.t.     |
| 4    | Grischa Janorschke | Nutrixxion Abus                   | s.t.     |
| 5    | Sjors Roosen       | Cyclingteam Jo Piels              | s.t.     |
| 6    | Niko Eeckhout      | An Post-Chainreaction             | a 4"     |
| 7    | Ronan van Zandbeek | Cyclingteam De Rijke-Shanks       | a 6"     |
| 8    | Adrie Lindeman     | Metec-TKH Continental Cyclingteam | s.t.     |
| 9    | Wouter Wippert     | Team 3M                           | a 37"    |
| 10   | Rick Zabel         | Rabobank Development Team         | s.t.     |